# Talanga sabacusalis
Talanga sabacusalis là một loài bướm đêm trong họ Crambidae.